# Centropus grillii
Il cucal nerastro o cuculo fagiano pettonero (Centropus grillii Hartlaub, 1861) è un uccello della famiglia Cuculidae.

## Distribuzione e habitat
Questo uccello vive in quasi tutta l'Africa subsahariana, dal Senegal al Sudan e a sud fino al Sudafrica. Manca da Gibuti, dalla Somalia e nel Nordafrica; è di passo in Niger.

## Tassonomia
Centropus grillii non ha sottospecie, è monotipico.